# Stygnomma spinula
Stygnomma spinulata is een hooiwagen uit de familie Stygnommatidae. De originele naamcombinatie (protoniem) was Antagona spinula Goodnight & Goodnight, 1942. De wetenschappelijke naam van Stygnomma spinulatum gaat terug op Goodnight & Goodnight, 1951. De soortnaam is bijgewerkt ["unjustified emendation"] naar de latere formatie Stygnomma spinula op Kury, 2003: 236.